# Modřenec tenkokvětý
Modřenec tenkokvětý (Muscari tenuiflorum, syn.: Leopoldia tenuiflora) je druh jednoděložné rostliny z čeledi chřestovité (Asparagaceae). V minulosti byl řazen do čeledi hyacintovité (Hyacinthaceae), případně do čeledi liliovité v širším pojetí (Liliaceae s.l.). Někteří autoři, jako třeba Dostál 1989, ho řadili do samostatného rodu Leopoldia, česky pak jako modravec tenkokvětý.

## Popis
Jedná se o asi 20–60 cm vysokou vytrvalou rostlinu s podzemní vejčitou cibulí, která je obalena světle šedou slupkou, uvnitř je bílá. Listy jsou jen v přízemní růžici, přisedlé, 3–7 z jedné cibule, kratší než stvol. Čepele jsou čárkovité, svrchu žlábkovité, asi 1–2 cm široké. Květy jsou v květenstvích, kterým je vrcholový hrozen. V dolní části květenství jsou fertilní květy, v horní části sterilní, tyto květy jsou od sebe barevně i tvarově nápadně odlišné. Okvětí se skládá z 6 okvětních lístků, které jsou skoro po celé délce srostlé v baňkovitou okvětní trubku, jen nahoře jsou krátké, ven vyhnuté, cípy. Okvětní trubka fertilních květů je bledě šedohnědá, okvětní cípy dolních květů jsou černé. Okvětní trubka sterilních květů je užší a asi stejně dlouhá u květů fertilních, fialová, květy tvoří nápadnou vrcholovou chocholku, stopky sterilních květů jsou stejně dlouhé až 2x delší než květy. Tyčinek je 6, nitky srostlé s okvětní trubkou. Gyneceum je srostlé ze 3 plodolistů, plodem je tobolka.

## Rozšíření
Modřenec tenkokvětý roste přirozeně ve střední, jižní, jihovýchodní Evropě dále roste v jihozápadní Asii. V České republice je roztroušen hlavně v severozápadních a středních Čechách a poté na jižní až jihovýchodní Moravě na výslunných travnatých a křovinatých stráních, stepích, lesních okrajích a úhorech. Roste hlavně na různých suchých stráních a loukách, na úhorech. Kvete v květnu až v červnu. V ČR roste v teplých oblastech od nížin po pahorkatiny.

## Ohrožení
Modřenec tenkokvětý je v "Seznamu zvláště chráněných druhů rostlin uvedeném vyhláškou Ministerstva životního prostředí ČR č. 395/1992 Sb. ve znění vyhl. č. 175/2006 Sb." považován za druh ohrožený (§3) a v "Červeném seznamu cévnatých rostlin České republiky: třetí vydání" je hodnocen jako potenciálně ohrožený druh které by měl být dále sledován (C2b).